# Улица Крылова (Салават)
Улица Крылова  — улица в восточной части города Салавата, расположенная в микрорайоне Мусино.

## История
Застройка улицы началась в 1948 году. Застроена частными 1—2-этажными домами. 

## Трасса
Начинается от улицы Богдана Хмельницкого и заканчивается на улице Тагирова.

## Транспорт
По улице Крылова общественный транспорт не ходит.